# Веслав Вітковський
Веслав Вітковський (пол. Wiesław Witkowski; 7 січня 1927, Варшава — 25 лютого 2022) — польський мовознавець, доктор філологічних наук з 1969, професор з 1978.

## Біографія
Закінчив 1952 Ягеллонський університет у Кракові.
В 1984–1993 — директор, з 1993 — завідувач кафедри українознавства Інституту східнослов'янської філології цього університету.

## Праці
Вітковському належать праці з історії української та російської мов:
- «Фонетика лексикону Памва Беринди» (1964),
- «Мова творів Іоаникія Галятовського на тлі мови української літератури 17 ст.» (1969),
- «Українська мова» (1970),
- «Вибрані тексти з історії російської мови» (1981, у співавт.).

Автор статей «Деякі зауваження про польський вплив на будову речення російської літературної мови» (1978), «Про бачванців та їхню мову» (1984), «Ще про релігійну поезію українців-уніатів і про Богогласник із 1790 р.» (1985), «Елементи граматичної структури західноукраїнської літературної мови в галицьких граматиках XIX ст.» (1993), «Каталог кириличних стародруків музею-замку в Ланцуті» (1994) та ін.